# Bernd Ravens

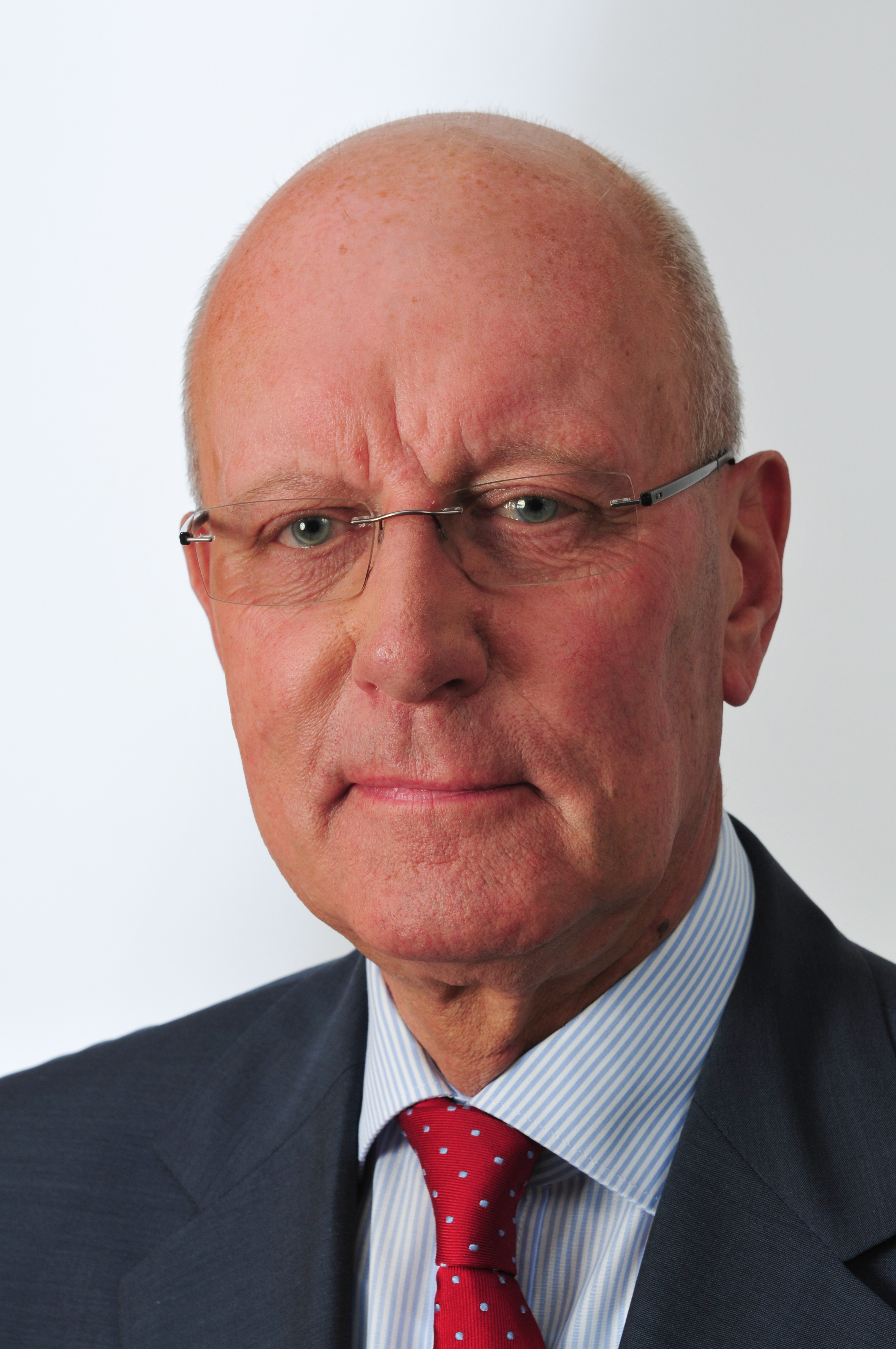
Bernd Ravens (2014)

Bernd-Albert Ravens (* 30. Mai 1944 in Drangstedt, Landkreis Cuxhaven) ist ein deutscher Politiker (parteilos, ehemals CDU) und ehemaliger Abgeordneter der Bremischen Bürgerschaft. Er war 16 Jahre lang Vizepräsident dieses Parlaments.

## Biografie

### Familie, Ausbildung und Beruf
Ravens wohnt seit 1951 in Bremerhaven. Nach dem Realschulabschluss folgte 1961 eine Berufsausbildung zum Bankkaufmann und hieran anschließend eine Anstellung bei der Sparkasse Bremerhaven. 1966 wechselte er zur Lloyd Werft Bremerhaven, bei der er zuletzt als Ausbildungsleiter tätig war.
Er ist verheiratet, hat einen Sohn und wohnt in Bremerhaven-Lehe.

### Politik
Ravens war von 1970 bis 2015 Mitglied der CDU. Er war von 13. Oktober 1975 bis 2019 Mitglied der Bremischen Bürgerschaft und ist damit nach Thomas Goppel (CSU, MdL 1974–2018) der Parlamentarier mit der zweitlängsten Zugehörigkeit zu einem deutschen Landesparlament. Er wurde später Mitglied des CDU-Fraktionsvorstandes. Er war von 1979 bis 1983 und von 1987 bis 1995 als Schriftführer Mitglied des Vorstandes der Bürgerschaft. Von 1995 bis 1999 war er stellvertretender Vorsitzender der CDU-Bürgerschaftsfraktion. Von 1999 bis 2015 war er Vizepräsident der Bürgerschaft. Im Juni 2015, wenige Wochen nach der Bürgerschaftswahl in Bremen 2015, trat er aus der CDU aus und gehörte dem Parlament seitdem als fraktionsloser Abgeordneter an.

Er war vertreten im
Landesjugendhilfeausschuss,
nichtständigen Ausschuss zur Änderung der Landesverfassung,
Petitionsausschuss (Land),
Verfassungs- und Geschäftsordnungsausschuss und im
Vorstand der Bremischen Bürgerschaft sowie in der
staatlichen Deputation für Gesundheit.
Im August 2016 wurde Ravens in die SPD-Fraktion aufgenommen.
Bei der Bundestagswahl 2005 war er erfolglos Direktkandidat im Wahlkreis 55 (Bremen II und Bremerhaven). Er kandidierte zudem für die CDU auf Platz zwei der bremischen Landesliste. Als Direktkandidat unterlag er mit 24,8 % Uwe Beckmeyer von der SPD, der 54,5 % der Erststimmen erhielt.
Bei der Wahl zur Stadtverordnetenversammlung von Bremerhaven kandidierte er 2019 als Parteiloser.